# ليومنستر (دائرة انتخابية في المملكة المتحدة)
ليومنستر (بالإنجليزية: Leominster)‏ هي إحدى الدوائر الانتخابية في المملكة المتحدة الممثلة في مجلس العموم في برلمان المملكة المتحدة.
عضو البرلمان الذي يمثلها حالياً هو :Bill Wiggin (Con).